# أوليفر لويس
أوليفر لويس (بالإنجليزية: Oliver Lewis)‏ هو فارس أمريكي، ولد في 1856، وتوفي في 1924.

## وصلات خارجية
- أوليفر لويس على موقع الموسوعة البريطانية (الإنجليزية)